# Monocercomonoides
Monocercomonoides es un género de protistas que pertenece al orden Oxymonadida.
En 2016 se caracterizó como el primer ejemplo de un organismo eucariota desprovisto de mitocondrias, tampoco tiene ningún marcador genético que indique que las haya tenido en el pasado, demostrando que éstas no son necesarias para la viabilidad de una célula eucariota.